# My Wife's Birthday (film 1912)
My Wife's Birthday è un cortometraggio muto del 1912 scritto e diretto da Horace Vinton.

## Produzione
Il film fu prodotto dalla Comet Film Company.

## Distribuzione
Distribuito dalla Film Supply Company, il film - un cortometraggio in una bobina - uscì nelle sale cinematografiche USA il 3 giugno 1912.